# Sultanganj
Sultanganj è una città dell'India di 41.812 abitanti, situata nel distretto di Bhagalpur, nello stato federato del Bihar. In base al numero di abitanti la città rientra nella classe III (da 20.000 a 49.999 persone).

## Geografia fisica
La città è situata a 25° 14' 39 N e 86° 44' 41 E.

## Società

### Evoluzione demografica
Al censimento del 2001 la popolazione di Sultanganj assommava a 41.812 persone, delle quali 22.512 maschi e 19.300 femmine. I bambini di età inferiore o uguale ai sei anni assommavano a 7.311, dei quali 3.835 maschi e 3.476 femmine. Infine, coloro che erano in grado di saper almeno leggere e scrivere erano 21.843, dei quali 13.454 maschi e 8.389 femmine.